# Araotes archytas
Araotes archytas är en fjärilsart som beskrevs av Hans Fruhstorfer 1912. Araotes archytas ingår i släktet Araotes och familjen juvelvingar. Inga underarter finns listade i Catalogue of Life.